# Fablok TKh49-1
Die TKh49-1 Ferrum 47 war eine polnische Tenderdampflokomotive. Sie wurde bei Fablok gebaut.

## Geschichte
Die Lok geht auf einen Entwurf aus den Jahren 1927 bis 1929 zurück, damals wurden von Fablok sechs Maschinen mit der werksseitigen Bezeichnung T1A und T2A gebaut. Die technische Dokumentation hat den Krieg überstanden und es wurde entschieden, daraus eine neue Maschine zu entwickeln. Geliefert wurden in den Jahren 1948 bis 1961 477 Lokomotiven, u. a. nach China, Rumänien, Ungarn. Diese wurden als FERRUM 724 bezeichnet. 1993 soll noch eine Maschine in China im Dienst gewesen sein. Die PKP übernahm keine Maschinen dieses Typs, sie wurden im Werksverkehr eingesetzt.

## Museen
Museal erhalten blieben zwei Lokomotiven: TKh49-1 im Museum für Fahrzeuge und Bahntechnik in Chabówka sowie TKh 05353 bei den Eisenbahnfreunden in Breslau. Letztgenannte ist derzeit polenweit die einzige betriebsbereite Maschine dieser Baureihe. Drei weitere sind bei anderen Museen erhalten. Eine Maschine steht als Lokdenkmal in Toruń und einige Maschinen sind bei ausländischen Museumsbahnen eingesetzt. So gingen je zwei Maschinen an die Spa Valley Railway, Northampton & Lamport Railway, North Norfolk Railway und je eine an die Appleby Frodingham Railway Preservation Society, Bridgend Valleys Railway. Eine Maschine ging als Denkmallok nach Schweden.